# 梁寶
梁寶（？—1809年7月21日），又作梁保，是清朝中葉活躍於南中國海的海盜（華南海盜）。
梁寶曾效力於西山朝，被西山朝授予總兵的官職，因此被稱為總兵寶。1805年，梁寶與鄭一、烏石二、吳知青、金古養、郭婆帶、鄭老童七位海盜首領達成協議，組成海盜聯盟。梁寶的部下船隊使用白色旗幟，被稱為白旗幫。
梁寶的部眾在海盜聯盟中相對弱小，常常與鄭一的紅旗幫聯合行動。其主要部下有溫阿鵠、葉亞伍以及養子梁亞康。
1809年7月20日，虎門總兵許廷桂率船停泊於桅甲門躲避惡劣的風暴，遭到張保仔率領的海盜聯盟的襲擊。清軍遭到白旗幫的包圍，許廷桂擊潰了圍攻的白旗幫。此戰梁寶及郭婆帶之父陣亡，白旗幫事實上被摧毀。隨後張保仔率主力攻擊，大敗清軍，殺死許廷桂。
其養子梁亞康繼承幫主之位。1810年4月，梁亞康隨張保仔一起向清朝官府投降。